# Marc Nicolas
Marc Nicolas, né le 17 juin 1957 à Sidi Bel Abbès en Algérie française et mort le 21 décembre 2016 à Paris, est un haut fonctionnaire français, spécialiste de l'économie du cinéma et du financement de l'industrie cinématographique, directeur de la Fémis de 2002 à 2016.

## Biographie
Diplômé de l'École supérieure de commerce de Paris, Marc Nicolas a été l'un des conseillers de Jack Lang au ministère de la Culture de 1989 à 1993 avant d'occuper le poste de directeur-adjoint du CNC de 1998 à 2001.
Il a dirigé la Fémis de 2002 à juillet 2016 et le groupement européen des écoles de cinéma et de télévision (GEECT) à partir de 2006. Il était également membre du conseil d'administration de l'École nationale supérieure Louis-Lumière.
Dans l'hommage qu'elle lui a rendu, la présidente du CNC, Frédérique Bredin, souligne que Marc Nicolas « directeur général de la Fémis (...) a su faire entrer l'école dans le XXIe siècle » et que, sous son impulsion, cette dernière « s’est également ouverte à l’enseignement de tous les métiers du cinéma et a su s’adapter à toutes les mutations du secteur, de la révolution numérique aux nouvelles écritures ».

## Filmographie
- Le Deuxième Voyage
- Autour de l'effet Koulechov

## Publications
- Socio-économie de la culture. La demande de cinéma (avec Xavier Greffe et François Rouet), Éditions Anthropos, 1991
- Le Cinéma vers son deuxième siècle  (avec Jean-Michel Frodon et Serge Toubiana), Le Monde Éditions, 1996